# Bernard Esterhuizen
Bernard Esterhuizen (nascido em 4 de outubro de 1992) é um ciclista sul-africano, especialista em provas de pista.
Representando a África do Sul durante os Jogos Olímpicos de Verão de 2012 em Londres, Esterhuizen terminou em 11º na prova de velocidade.